# Alexis Jean Fournier

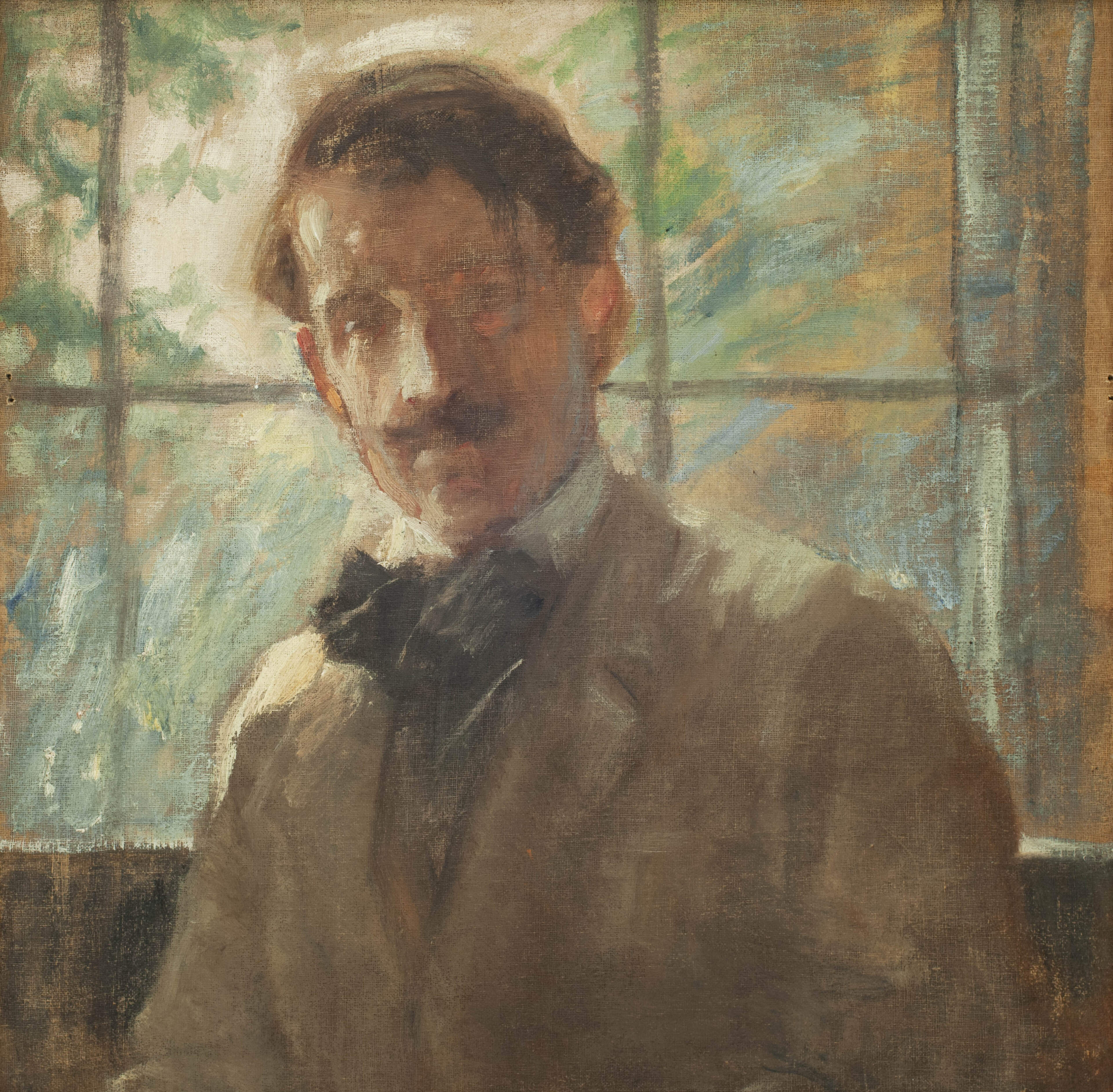
Sandor L. Landeau (1864–1924), Porträt von Alexis J. Fournier, um 1915. Burchfield Penney Art Center

Alexis Jean Fournier (* 4. Juli 1865 in Saint Paul, Minnesota; † 20. Januar 1948 in Lackawanna, New York) war ein amerikanischer Maler, der für seine naturalistischen Darstellungen von Landschaften und Sehenswürdigkeiten bekannt ist. Er ist ein Vertreter der American Barbizon School. Er gilt als wichtige Figur der Arts-and-Crafts-Bewegung und war einflussreich in der Roycroft Community in East Aurora, New York.

## Leben
Alexis Jean Fournier begann seine künstlerische Laufbahn als Schilder- und Bühnenmaler in Minneapolis. Im Jahr 1886 nahm er Unterricht bei Douglas Volk, dem Direktor der Minneapolis School of Fine Arts, der seinen Stil und seine Farbgebung prägte.

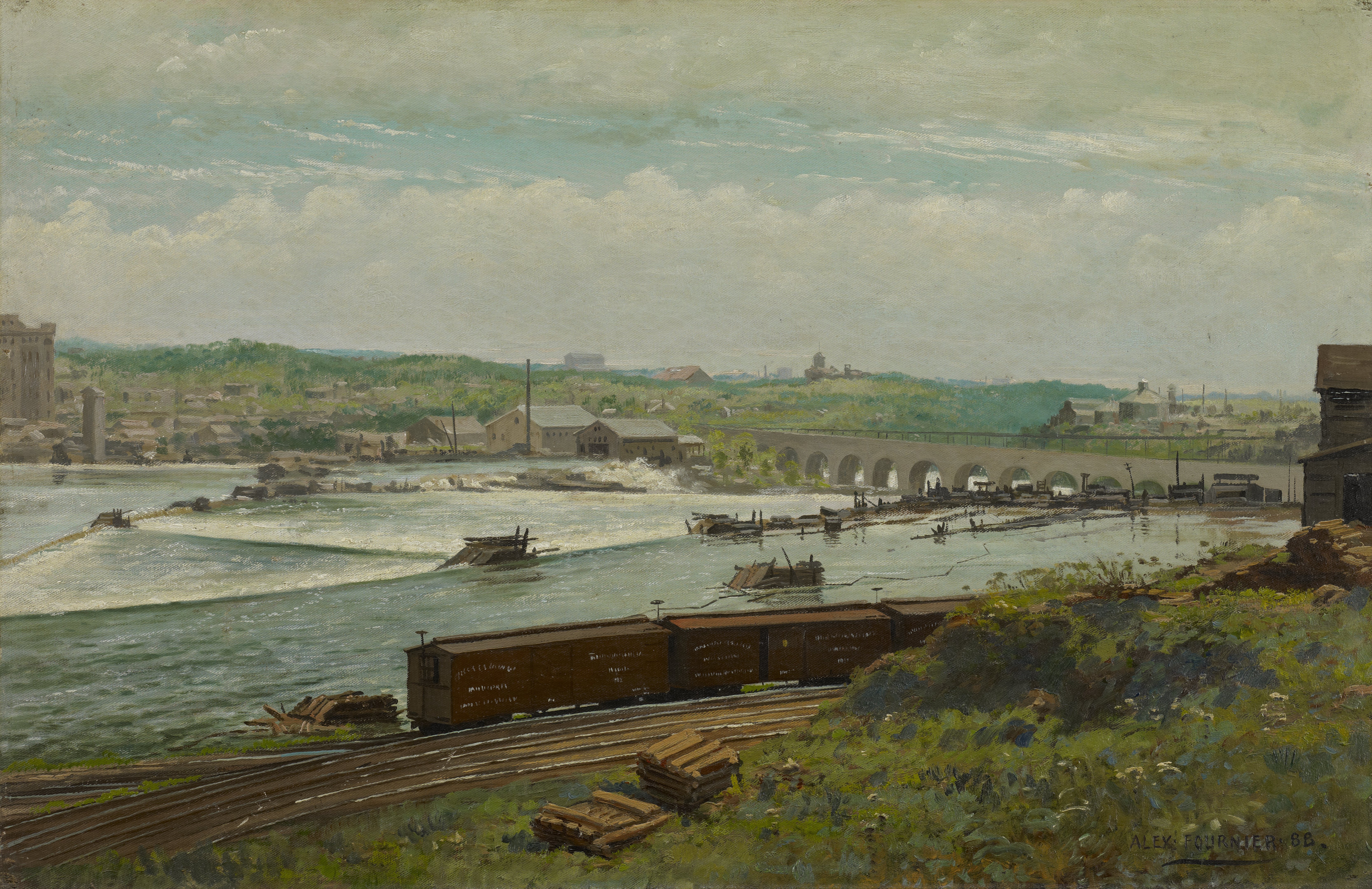
Alexis Jean Fournier, Mill Pond at Minneapolis, 1888. Minneapolis Institute of Arts

1893 reiste Alexis Jean Fournier nach Paris und studierte an der Académie Julian, wo er von der Schule von Barbizon beeinflusst wurde. Nach seiner Rückkehr in die USA schloss er sich der Arts-and-Crafts-Bewegung an und ließ sich 1903 als ständiger künstlerischer Leiter der Roycroft Community in East Aurora nieder.
Nach dem Tod von Elbert Hubbard, dem Gründer der Roycroft Community, im Jahr 1915 vertiefte Alexis Jean Fournier seine Beziehungen zu Künstlern in Brown County, Indiana, was seinen Stil in Richtung eines helleren und impressionistischeren Ausdrucks beeinflusste. Alexis Jean Fournier starb 1948 im Alter von 82 Jahren an den Folgen eines Sturzes. Seine Werke wurden weltweit ausgestellt und sind in Museen und Privatsammlungen zu finden.

## Werk

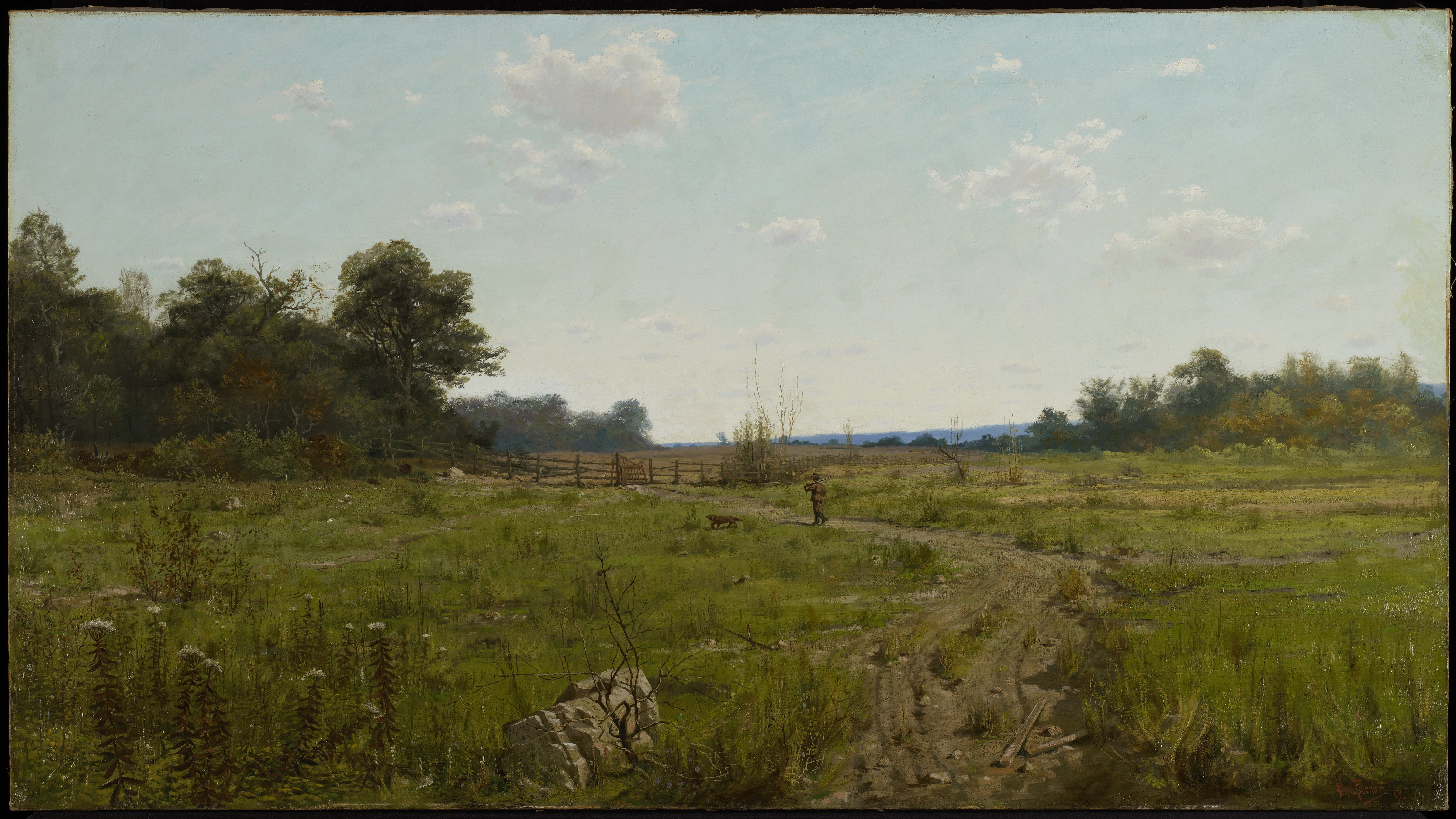
Alexis Jean Fournier, September, 1889. Minneapolis Institute of Arts.

Alexis Jean Fournier war bekannt für seine naturalistischen Landschaftsgemälde, die oft die Sehenswürdigkeiten von Minneapolis und Saint Paul zeigen. Sein Stil war stark von der Schule von Barbizon beeinflusst, später integrierte er impressionistische Elemente mit helleren Farben und lockerem Pinselstrich.